# جارجانتيلا
بلدية جارجانتيلا (بالإسبانية: Gargantilla)‏، هي بلدية تقع في مقاطعة قصرش والتي تقع في منطقة إكستريمادورا، غرب إسبانيا.
يبلغ عدد سكانها 478 نسمة وفقاً لإحصائية سنة (2002).